# Người Magyar đã đến
Người Magyar đã đến (tiếng Hungary: A magyarok bejövetele; thường được gọi là Bức tranh toàn cảnh Feszty, tiếng Hungary: Feszty-körkép) là một bức tranh toàn cảnh lớn mang hiệu ứng cyclorama, được vẽ bởi họa sĩ người Hungary, Árpád Feszty cùng các trợ lý, miêu tả sự kiện dân tộc Magyar (hay còn gọi là người Hungary) lần đầu chinh phục bồn địa Karpat vào năm 895.
Bức tranh được hoàn thành vào năm 1894 nhân kỷ niệm 1000 năm sự kiện lịch sử này diễn ra. Năm 1995, vào lần kỷ niệm thứ 1100, bức tranh đã được trưng bày tại công viên Di sản Quốc gia Ópusztaszer, Hungary.

## Hiệu ứng cyclorama
Bức tranh cao gần 15 mét và rộng gần 120 mét.

## Lịch sử

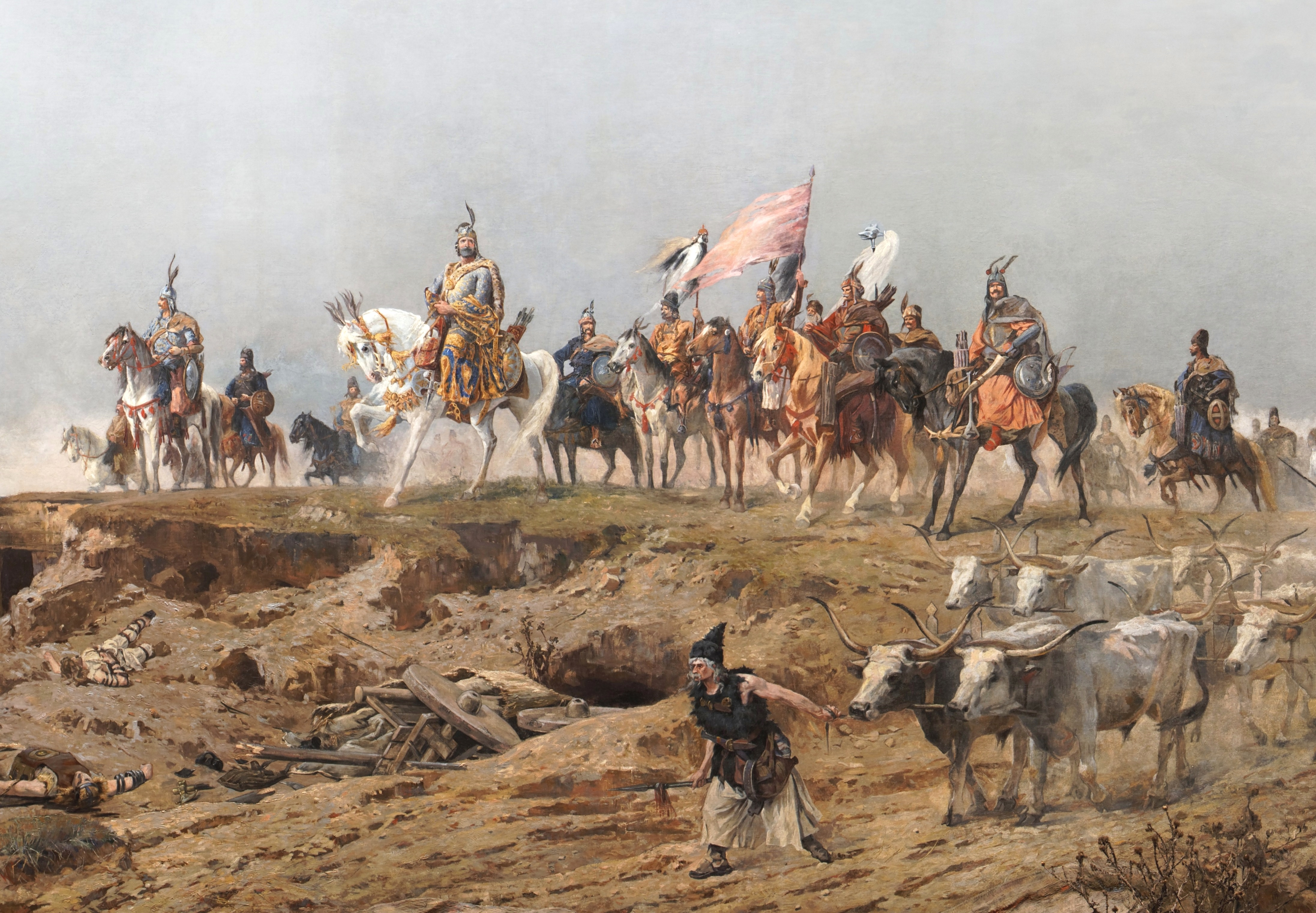
Bảy vị Thủ lĩnh người Magyar

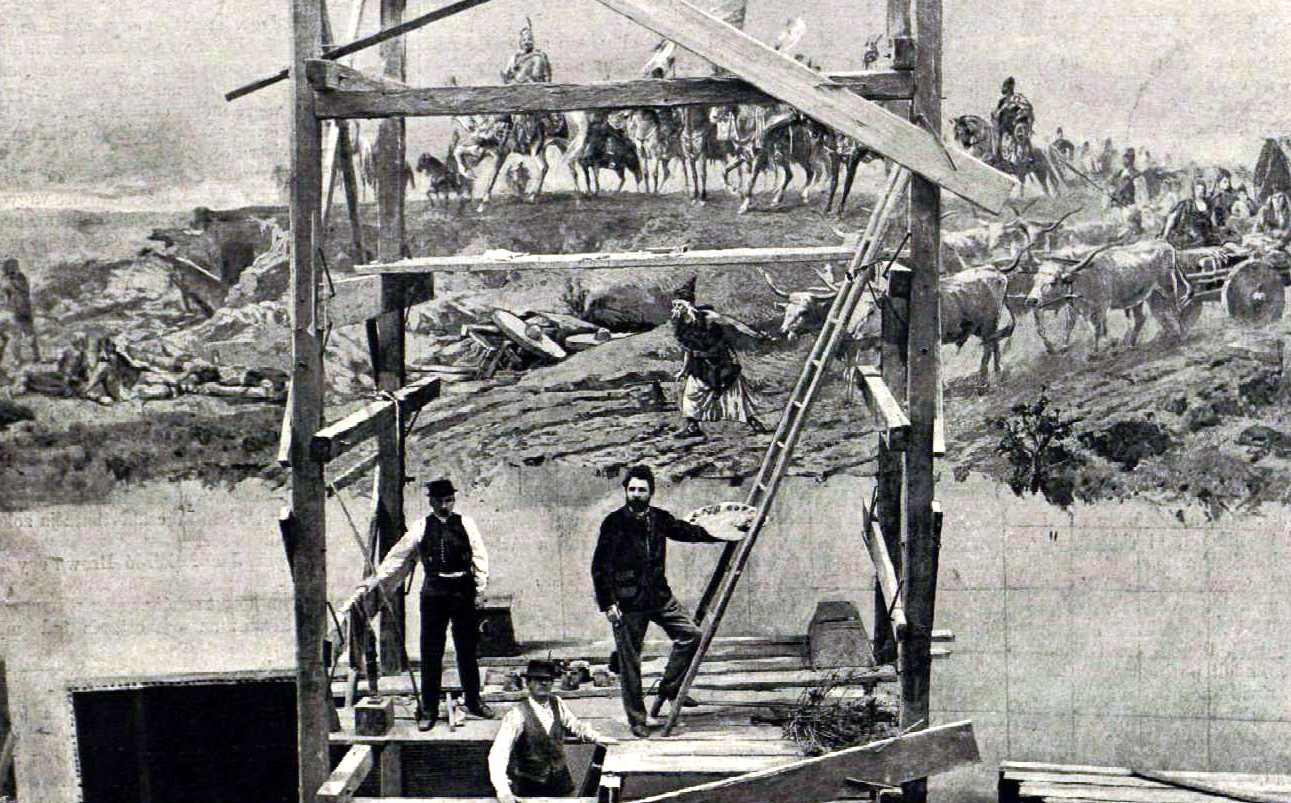
Feszty và cùng các trợ lý tại nơi thi công bức tranh

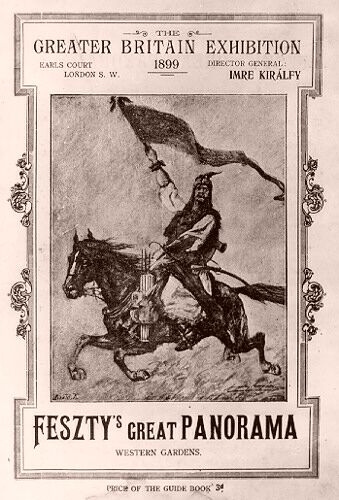
Bức tranh toàn cảnh Feszty được trưng bày tại Triển lãm Anh quốc năm 1899

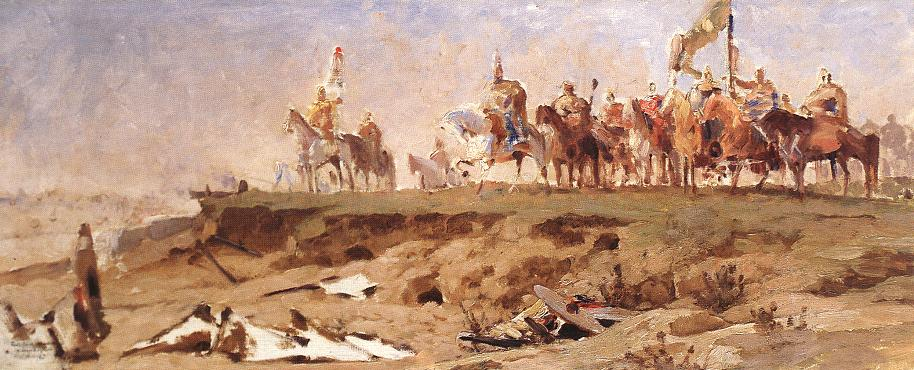
Bản phác thảo màu đầu tiên của Feszty, từ năm 1891

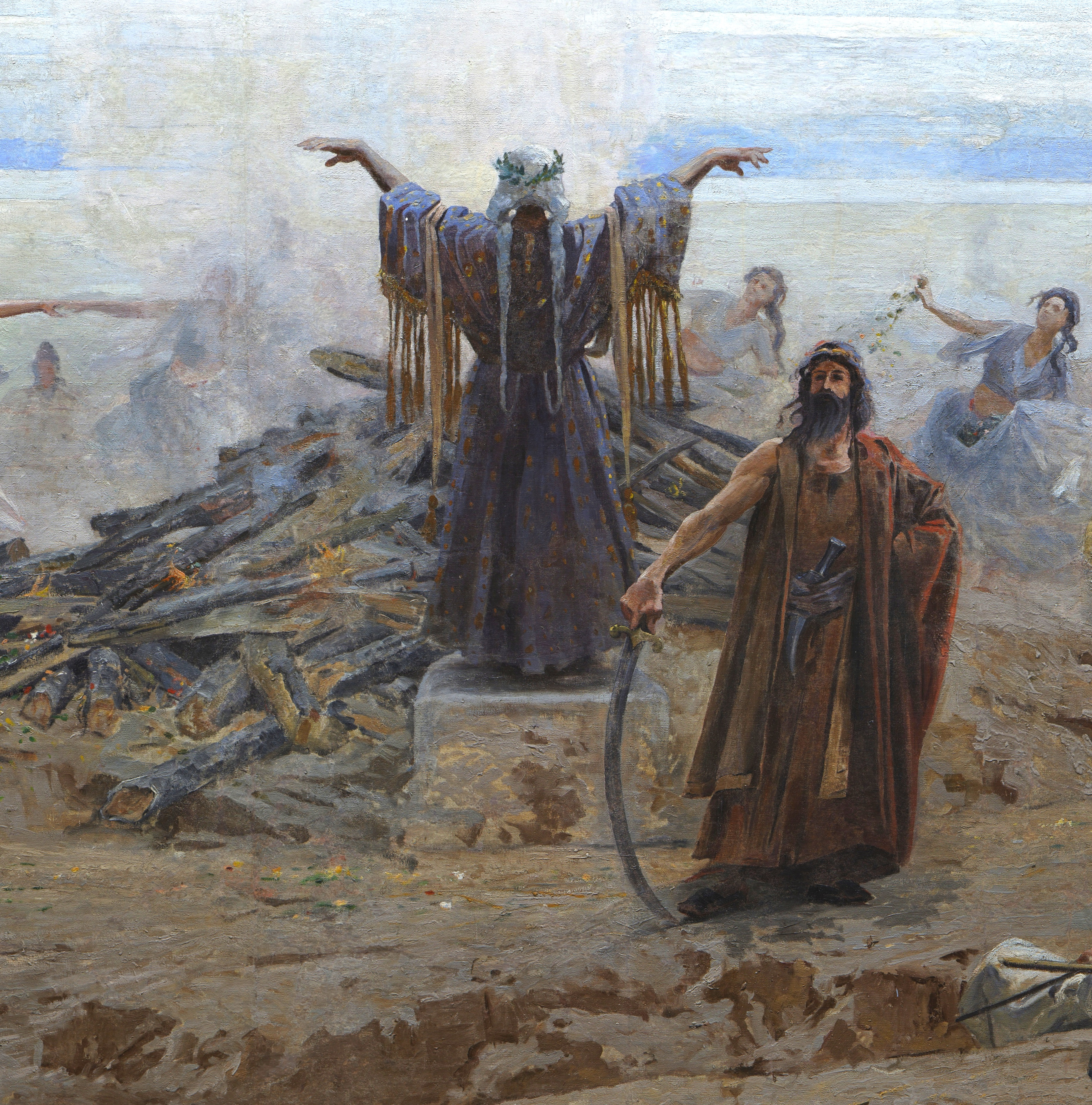
Thầy phù thủy Táltos, một nhân vật trong thần thoại Hungary

Năm 1891, khi Árpád Feszty đến tham quan một bức tranh toàn cảnh của Detaille và Neuville tại Paris, đã khiến ông nảy ra ý tưởng là vẽ một bức về Đại hồng thủy trong Kinh Thánh theo phong cách tương tự. Tuy nhiên, sau khi được nghe lời khuyên từ bố vợ và nhà văn Hungary nổi tiếng Mór Jókai, Feszty đã thay đổi quyết định và chuyển sang vẽ bức tranh Người Magyar đã đến.
Để tạo ra một cảnh quan chân thực cho bức tranh, Feszty đã đến thăm Đèo Verecke tại dãy Karpat gần thành phố Mukachevo, nơi người Magyar khi xưa tiến vào bồn địa Pannonia vào năm 895. Tọa độ gần đúng của điểm quan sát là 48°26′53″N 22°42′1″E.
Sức hút của tranh lớn đến nỗi báo chí Hungary liên tục đưa tin về tiến độ thi công bức tranh. Ban đầu, giới báo chí dự đoán bức tranh sẽ được hoàn thành vào ngày 20 tháng 8 năm 1893 (tức là vào ngày ngày Quốc khánh của Hungary, và cũng trùng với lễ kỷ niệm phong thánh của Vua István I của Hungary vào ngày 20 tháng 8 năm 1083). Nhận thấy sự quan tâm đông đảo của công chúng, hội đồng thành phố Budapest đã chi trả kinh phí cho việc hoàn thiện bức tranh. Cụ thể, trong hợp đồng thi công bức tranh, người ta đã chọn một địa điểm tại Budapest để trưng bày bức tranh. Tuy nhiên, Feszty lại không thể hoàn thành kịp bức tranh cho ngày 20 tháng 8 mà thay vào đó chỉ có một bản phác thảo nhỏ có màu được sẵn sàng (bức tranh cuối cùng rất lớn, với kích thước là 15×120 mét). Vào tháng Tư, với sự trợ giúp của Ignác Újváry, Feszty đã bắt đầu vẽ bầu trời cho bức tranh. Các chi tiết phong cảnh được vẽ bởi László Mednyánszky, Újváry và Spányi. Còn các nhân vật trong tranh được vẽ bởi Pál Vágó và Henrik Papp, các túp lều trại thì được vẽ bởi Celesztin Pállya. Đã có rất nhiều họa sĩ đồng nghiệp đến giúp đỡ và hỗ trợ Feszty. Ngoài ra, còn có nhiều nhà văn, diễn viên, nhạc sĩ đến để chung vui và giải trí cùng các họa sĩ để giải tỏa căng thẳng trong công việc.
Mùa xuân năm 1894, Feszty đã chính thức hoàn thiện được bức tranh và khiến bức tranh trở thành một khối tổng thể hài hòa và thống nhất. Sau khi hoàn thiện xong bức tranh Feszty đã tự trách bản thân do không hoàn thành kịp tiến độ và còn mất 10.000 đồng Forint vì phải thanh toán các hóa đơn liên quan.

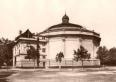
Tòa nhà triển lãm đầu tiên của bức tranh

Ngày khai mạc triển lãm bức tranh là ngày 13 tháng 5 năm 1894. Công chúng rất háo hức được chiêm ngưỡng tác phẩm hội họa kinh điển này. Bức tranh chính là điểm thu hút lớn nhất trong cuộc triển lãm thiên niên kỷ ở Hungary, kỷ niệm 1000 năm cuộc chinh phục bồn địa Karpat. Ngày nay, hầu hết các sử gia đều thống nhất rằng năm 895 là năm diễn ra cuộc chinh phạt của người Magyar. Tuy nhiên, đại lễ kỷ niệm 1000 năm lại được tổ chức vào năm 1896.
Bức tranh này sau đó đã được chuyển đến Luân Đôn để tham dự Triển lãm Anh Quốc năm 1899. Năm 1909, bức tranh được đưa trở lại Budapest. Cuộc triển lãm thứ hai của bức tranh được khai mạc vào ngày 30 tháng 5 năm 1909. Sau đó, việc phục chế tranh lại một lần nữa được thực hiện.
Trong Thế chiến thứ hai, khi Budapest bị vây hãm, tòa nhà triển lãm và bức tranh đã bị thiệt hại nặng nề. Sau khi đường biên giới của Hungary được thiết lập lại, thì cháu trai của Árpád Feszty là István Feszty và con gái là Árpád Feszty đã cố gắng cứu vãn bức tranh nhưng đều không thực hiện được vì cả hai người đều ở ngoài đường biên giới của Hungary.

## Phục chế

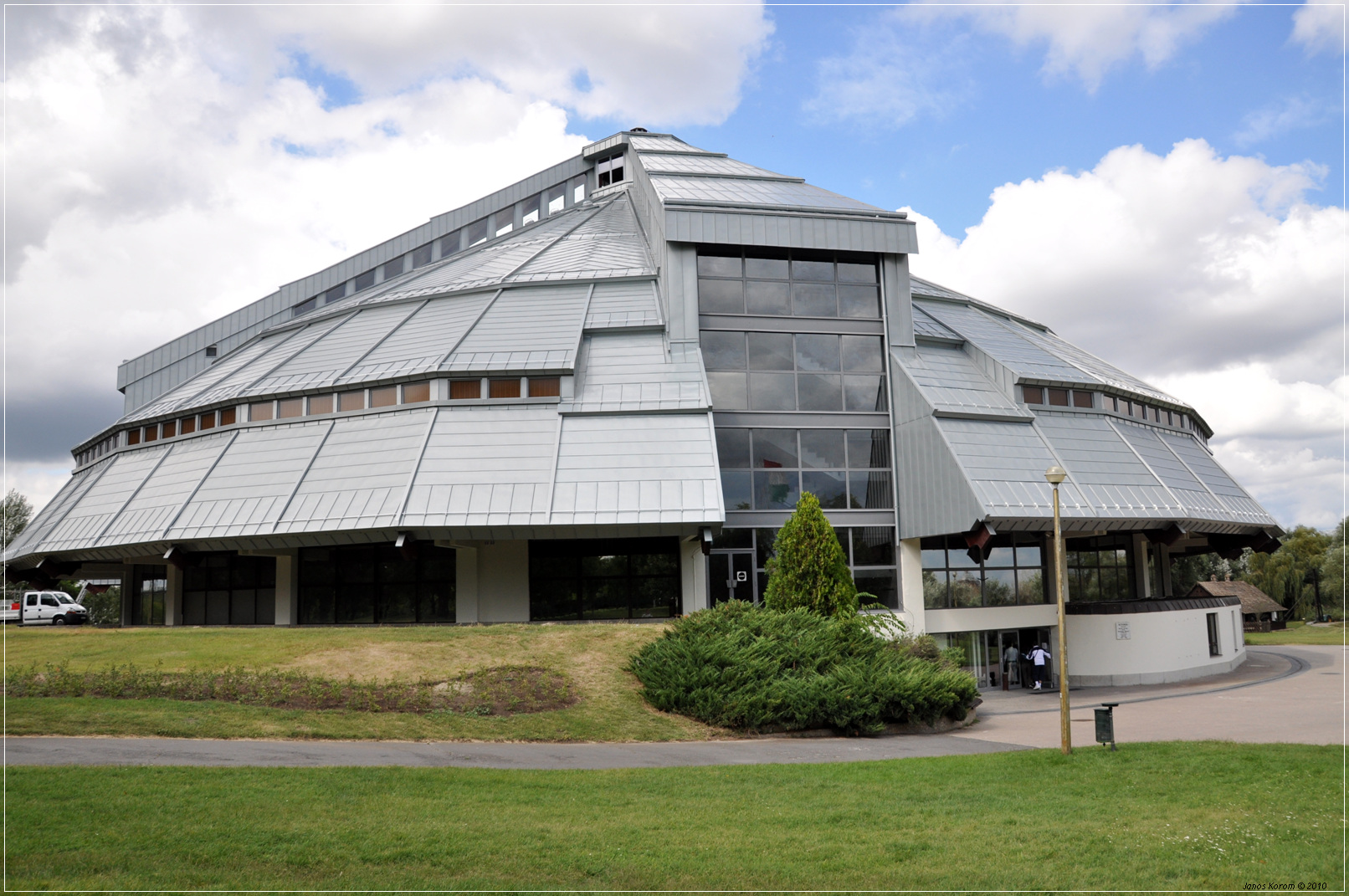
Nhà vòm ở Ópusztaszer, nơi trưng bày bức tranh hiện tại

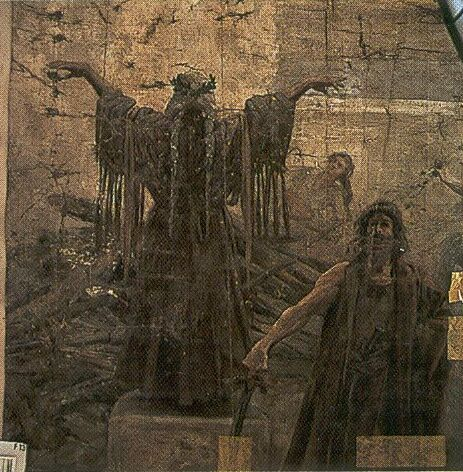
Một chi tiết trên bức tranh trước khi được phục chế

Vào những năm 1970, khi công viên Di sản Quốc gia Ópusztaszer được thành lập thì theo đó, việc phục chế bức tranh cũng được bắt đầu. Do việc xây dựng công viên bị đình trệ vào năm 1979 nên bức tranh bị đem cuộn lại rồi cất vào kho. Năm 1991, khi một nhóm bảo tồn nghệ thuật Ba Lan trúng thầu dự án phục chế bức tranh thì công việc lại được tiếp tục. Kể từ năm 1995, bức tranh đã được trưng bày trở lại, cùng với địa hình nhân tạo và hiệu ứng âm thanh mang đến cho khách tham quan một trải nghiệm sống động. Bức tranh chính là điểm thu hút khách tham quan của công viên Di sản Quốc gia Ópusztaszer.